# NTSC

Standardowe rozdzielczości ekranowe

NTSC – amerykański system transmisji telewizji analogowej. Nazwa pochodzi od pierwszych liter nazwy organu, który zatwierdził system – National Television System Committee (pol. „Narodowy Komitet ds. Systemu Telewizyjnego”).
NTSC jest systemem stosowanym w większości krajów Ameryki Północnej, Środkowej, Południowej i Azji.

## Historia
Krajowy Komitet ds. Systemu Telewizyjnego został powołany w roku 1940 przez Federalną Komisję Łączności (Federal Communications Commission) w celu opracowania wspólnego dla całego obszaru Stanów Zjednoczonych standardu telewizji analogowej. Było to skutkiem konfliktu pomiędzy amerykańskimi korporacjami telewizyjnymi, lansującymi własne niezgodne ze sobą, sposoby przesyłania sygnału telewizyjnego. W marcu roku 1941 komitet opublikował system dla telewizji czarno-białej, natomiast w styczniu roku 1950 komitet przystąpił do opracowania systemu dla telewizji kolorowej. Został on opublikowany w marcu roku 1953 jako standard telewizji kolorowej NTSC. Nowy system zachował pełną kompatybilność ze swym czarno-białym poprzednikiem.

## Szczegóły techniczne
System NTSC (NTSC-M) jest stosowany dla obrazów w formacie złożonym z 525 linii na klatkę, przy częstotliwości odświeżania 59,94 Hz (jest to skutkiem stosowania w Stanach Zjednoczonych częstotliwości prądu przemiennego wynoszącej 60 Hz) i 29,97 klatkach na sekundę. Odpowiedzialna za 2/3 informacji o barwie fala podnośna przenosi jednocześnie informacje o dwóch składowych danej barwy – czerwonej i zielonej. Powoduje to dużą podatność na zakłócenia fazowe.
| System                                         | NTSC M      |
| ---------------------------------------------- | ----------- |
| Liczba linii                                   | 525         |
| Szerokość pasma wizji (w MHz)                  | 4,2         |
| Szerokość kanału TV (w MHz)                    | 6           |
| Częstotliwość zmian pól obrazów                | 59,94/29,97 |
| Częstotliwość zmian linii                      | 15,750      |
| Szerokość częściowa wytłumionej wstęgi bocznej | 0,75        |
| Rodzaj modulacji fonii                         | AM          |
| Częstotliwość różnicowa fonii (w MHz)          | +4,5        |

## Krytyka
Inżynierowie i technicy nie darzą systemu NTSC zbytnim szacunkiem i złośliwie rozszyfrowują jego skrót jako Never The Same Color (pol. „Nigdy ten sam kolor”), Never Twice the Same Color („Nigdy dwa razy taki sam kolor”) lub Never Tested Since Christ („Nietestowany od czasów Chrystusa”). Owa niechęć wynika z trapiących ten standard problemów, m.in. tendencji obrazu do utraty równowagi barw (wskutek zmiany fazy sygnału z powodu zakłóceń czy tłumienia; odbiorca widzi wtedy np. niebieskawe twarze lub zielonkawe niebo) czy małej rozdzielczości 525 linii na klatkę.
Odbiorniki telewizyjne obsługujące ten system muszą być wyposażone w regulator równowagi barw, którym odbiorca może ustawić właściwe barwy na ekranie. Chociaż stosuje się układy do automatycznej regulacji równowagi barw, to jednak nawet najnowsze algorytmy w nich stosowane nierzadko zawodzą, co zmusza odbiorcę do ręcznej regulacji.
Powyższa wada nie ujawnia się przy przesyłaniu sygnału na krótkim dystansie poprzez ekranowany kabel (np. w pracy studyjnej), ponieważ wtedy można ograniczyć zakłócenia i tłumienie.

## Warianty systemu NTSC
System NTSC w swej oryginalnej postaci stosowany jest wraz z klasycznym systemem telewizji monochromatycznej M. Od systemu NTSC-M odróżnia się stosowany w Japonii system NTSC-J, gdzie częściowo zastosowano technologię właściwą dla systemu PAL. Różnice te są bardzo niewielkie.

## Kraje i terytoria używające systemu NTSC

### Azja
Japonia, Filipiny, Korea Południowa, Republika Chińska (Tajwan).

### Ameryka Północna
Bahamy, Bermudy, Kanada, Meksyk, USA (obecnie wszystkie stacje z silną transmisją sygnału przeszły na nadawanie cyfrowe).

### Ameryka Środkowa
Antigua i Barbuda, Aruba, Antyle Holenderskie, Barbados, Belize, Brytyjskie Wyspy Dziewicze, Dominika, Dominikana, Gwatemala, Grenada, Haiti, Honduras, Kuba, Kostaryka, Kajmany, Montserrat, Panama, Salwador, Saint Kitts i Nevis, Saint Lucia, Saint Vincent i Grenadyny, Trynidad i Tobago, Wyspy Dziewicze Stanów Zjednoczonych.

### Ameryka Południowa
Boliwia, Chile, Kolumbia, Ekwador, Gujana, Jamajka, Peru, Surinam, Wenezuela.

### Oceania
Federacja Mikronezji, Fidżi, Guam, Mariany Północne, Midway, Wyspy Marshalla, Palau, Samoa, Samoa Amerykańskie.

## Publikacje
Opis standardu systemu NTSC został opublikowany przez agendę ONZ International Telecommunications Union w roku 1998 w dokumencie pod tytułem Recommendation ITU-R BT.470-6, Conventional Television Systems.